# Pachydissus aspericollis
Pachydissus aspericollis es una especie de escarabajo longicornio del género Pachydissus, tribu Cerambycini, subfamilia Cerambycinae. Fue descrita científicamente por Fairmaire en 1887.

## Descripción
Mide 11-23 milímetros de longitud.

## Distribución
Se distribuye por Angola, Botsuana, Kenia, Mozambique, Namibia, República de Sudáfrica, Somalia, Tanzania y Zimbabue.